# Ichikawa (Chiba)
Ichikawa (市川市 Ichikawa-shi?) es una ciudad situada en la prefectura de Chiba, Japón. Tiene una población estimada, a fines de agosto de 2023, de 492 928 habitantes.
Fue fundada en 1933.
Es una ciudad dormitorio para quienes trabajan en Tokio.